# STAR Bus
STAR Bus é a denominação de uma plataforma de satélites fabricada pela Orbital Sciences Corporation com um motor de apogeu para colocar um satélite de comunicação em órbita geoestacionária, um propulsor para permitir ao satélite manter a órbita estável durante os 15 anos previstos para a missão, e painéis solares para fornecer 5 kW de energia elétrica para alimentar os instrumentos da sua carga útil.

## Características
Essa plataforma, foi projetada para ter uma performance segura e robusta em uma variedade de missões em órbitas terrestres baixas e órbitas geoestacionárias.
- A primeira versão, a STAR Bus 1, pesando 1.298 kg no lançamento, usava um motor Thiokol "Star 30" movido a combustível sólido como motor de apogeu.
- A segunda versão, a STAR Bus 2, pesando 800 kg, usava um motor de apogeu da IHI japonesa, movido a combustível líquido (UDMH/NTO).

## História
O primeiro satélite a usar a plataforma STAR Bus foi o IndoStar-1, lançado em 12 de Novembro de 1997 por um foguete Ariane 4, a partir do Centro Espacial de Kourou.